# Song Weigang
Song Weigang (宋為綱S, Sòng WéigāngP; 5 maggio 1958) è un ex pallanuotista cinese, che ha partecipato alle Olimpiadi estive di Los Angeles 1984.
Ha vinto un oro ai Giochi Asiatici, nel 1982, sempre nella pallanuoto.